# Moshe Carmel
Pour les personnes ayant le même patronyme, voir Carmel.
Moshe Carmel (משה כרמל), né le 17 janvier 1911, et mort le 14 août 2003 est un officier et homme politique israélien.

## Biographie
Il naît à Mińsk Mazowiecki aujourd'hui en Pologne. Sa famille s'installe en Palestine mandataire en 1924, alors qu'il a 13 ans, au kibboutz Na'an.
Il est responsable des opérations militaires israéliennes lors de l'opération Hiram en Galilée.
Le 29 octobre 1959, durant une session de la Knesset, Moshe Dwek  lance une grenade volée durant son service. L'explosion blesse grièvement Haim-Moshe Shapira. Les ministres David Ben Gourion , Golda Meir et Moshe Carmel sont blessés par des éclats. La grenade jetée par Moché Dwek était destinée à Ben Gourion et Golda Meir.